# غاز تركيا

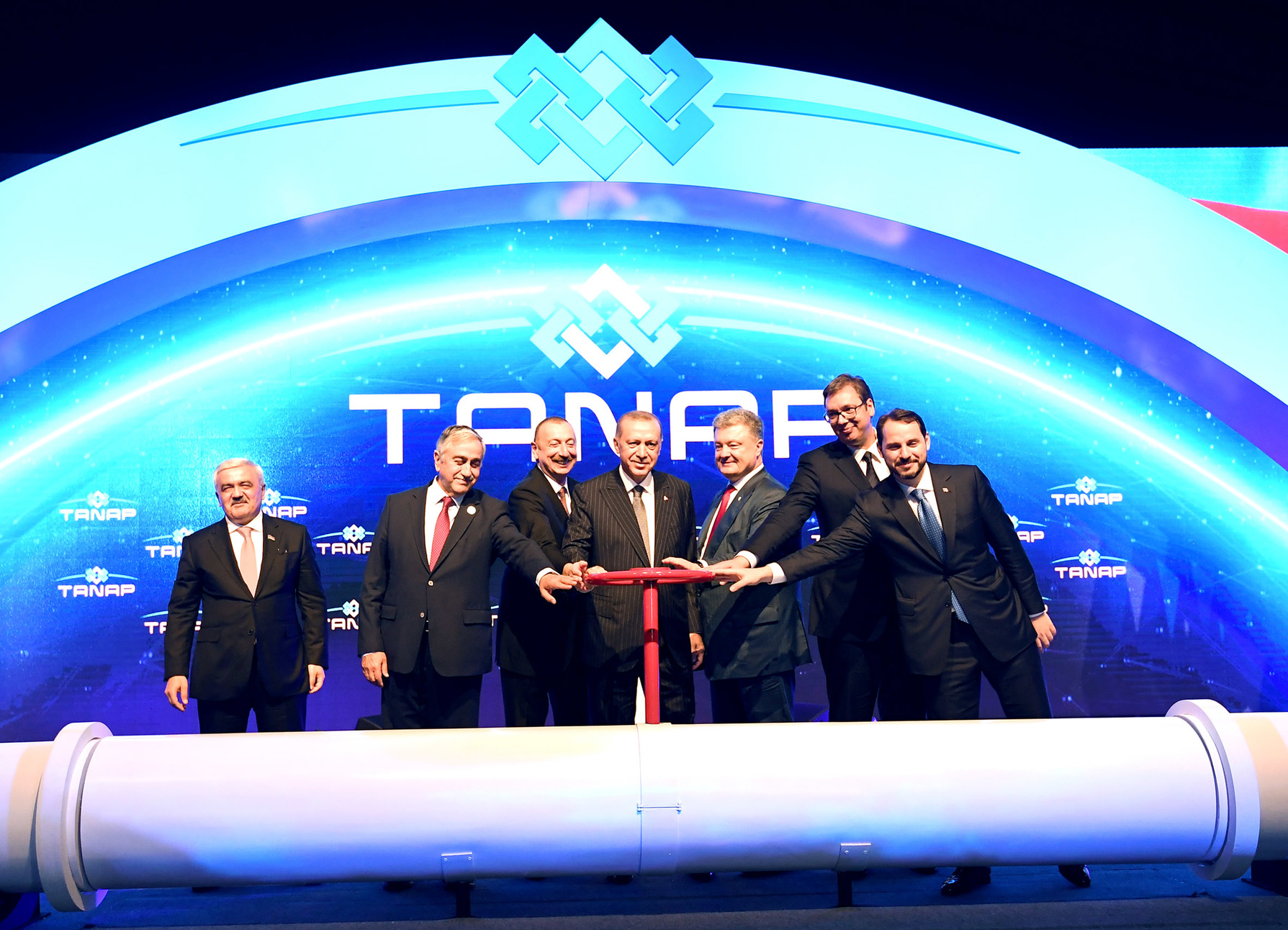
افتتاح خط أنابيب الغاز عبر الأناضول (TANAP) في إسكيشهر التركية بحضور القادة الإقليميين والدوليين

يزود الغاز الأحفوري تركيا بأكثر من ربع الطاقة. تستهلك البلد حوالي 50 - 60 مليار متر مكعب سنويًا من الغاز الطبيعي، وهو مستورد بالكامل تقريبًا. لكن من المتوقع بدء الإنتاج في حقل غاز كبير بالبحر الأسود في عام 2023.
توقفت عدة دول أوروبية عن شراء النفط أو الغاز الروسي بعد الغزو الروسي لأوكرانيا عام 2022، إلا أن تركيا تواصل الشراء من روسيا بسبب قوة العلاقات الروسية التركية. تتلقى تركيا ما يقرب من نصف احتياجاتها من الغاز من روسيا. أصبح سعر شراء الغاز بالجملة باهظ الثمن وجزءًا كبيرًا من فاتورة الاستيراد، اعتبارًا من عام 2023.
تشتري الأسر المعيشية معظم الغاز، يليها القطاع الصناعي ومحطات الطاقة. يصل الغاز إلى أكثر من 80% من السكان، وهو يوفر نصف احتياجات البلاد من التدفئة. يمكن للحكومة دعم مستهلكي الغاز السكني والصناعي، نظرًا لأن شركة النفط والغاز الطبيعي (بوتاش) المملوكة للدولة تمتلك 80 % من سوق الغاز وتبيع بسعر الجملة. يمكن لجميع المستهلكين الصناعيين والتجاريين، والأسر المعيشية التي تستخدم الكثير من الغاز، تبديل الموردين.

## التاريخ
تشكلت المديرية العامة لبحوث واستكشاف المعادن في عام 1935، ولكن عثرت على القليل جدًا من الغاز. ضخ الغاز عبر خطوط الأنابيب هي الطريقة الأكثر فاعلية لاستيراد الغاز من الدول المجاورة، وكانت الواردات الأولى من روسيا في عام 1986 وتليها إيران. إلا أنه بدأ ضخ الغاز من خط أنابيب أذربيجان منذ عام 2007.
استوردت تركيا الغاز الطبيعي المسال للمرة الأولى من الجزائر في عام 1994، ومن نيجيريا في عام 1999. اُستخدم الغاز لتوليد الكهرباء منذ أواخر الثمانينيات. ازداد استهلاك الغاز في أوائل القرن الحادي والعشرين. زادت حصة الطاقة المستوردة عم يزيد قليلًا عن 50% إلى 70% بين عامي 2000 و2020.
اعترض المجلس الأوروبي على التنقيب التركي في شرق البحر المتوسط، في عام 2019. أوقفت إيران تصدير الغاز عام 2022، ما تسبب في مشاكل للصناعة. يقول بعض المحللين أن تركيا لا تمتلك مخزونًا كافيًا من الغاز أو موارد بديلة لمقاومة الضغط، وعندما تعلن روسيا غلق أحد خطوط أنابيب الغاز للصيانة (كإيقاف تشغيل خط أنابيب بلوستريم لمدة 10 أيام في عام 2022 مع إنذار يومين)، يكون هذا أحيانًا بهدف ممارسة الضغط السياسي. أدت أزمة الطاقة العالمية في عام 2022 إلى زيادة عجز المخزون الحالي، ما أدى إلى شراء المزيد من الغاز في السوق الفورية.

## الجغرافيا السياسية
توقفت عدة دول أوروبية عن شراء النفط أو الغاز الروسي بعد الغزو الروسي لأوكرانيا عام 2022، إلا أن تركيا تواصل الشراء من روسيا بسبب قوة العلاقات الروسية التركية. تستورد الصين وتركيا معظم الغاز من روسيا. يُقال إنه من الصعب أحيانًا على وسائل الإعلام التركية تقديم تقارير كاملة عن الجغرافيا السياسية للطاقة. صرح الرئيس أردوغان في عام 2022 بأن لا يمكن لتركيا فرض العقوبات على روسيا بسبب الاعتماد عليها في واردات الغاز.
تأمل مؤسسة البترول التركية في التنقيب عن النفط والغاز في المياه الليبية، وقد وقعت تركيا مذكرة تفاهم مع ليبيا، ولكن علقت إحدى المحاكم الليبية العمل بها لاحقًا. تعارض تركيا بعض عمليات التنقيب عن الغاز التي تجريها جمهورية قبرص بسبب الخلاف التركي القبرصي على المناطق البحرية.
سيتعين على الحزبين المتنافسين في شمال العراق، الاتحاد الوطني الكردستاني والحزب الديمقراطي الكردستاني، الاتفاق على خط أنابيب جديد لسلك أقصر طريق، لأنه سيأتي من آبار إقليم كردستان والذي يسيطر على هذا الجزء الاتحاد الوطني الكردستاني، ويمر بالجزء الذي يسيطر عليه الحزب الديمقراطي الكردستاني. شن الحرس الثوري الإيراني هجمات أربيل الصاروخية في عام 2022 لضرب منزل يمتلكه باز كريم برزنجي، وهو رجل أعمال يعمل في خط أنابيب جديد، لأنه كما يُقال التقى بمسؤولين أمريكيين وإسرائيليين هناك.